# わたしは光をにぎっている
『わたしは光をにぎっている』（わたしはひかりをにぎっている、Mio on the Shore）は、2019年11月15日公開の日本映画。監督は中川龍太郎、主演は松本穂香。第41回モスクワ国際映画祭特別招待作品、第21回台北映画祭アジアプリズム部門正式出品。

## 製作
タイトルは明治・大正期の詩人、山村暮鳥の詩「自分は光をにぎつてゐる」（詩集『梢の巣にて』所収、叢文閣、1922年1月1日）から取られている。
本作の舞台となった銭湯「伸光湯」は東京都清瀬市に実在し、映画撮影時は営業していたが、経営者の高齢化のため、映画公開の1か月前に廃業となった。
実際に再開発が迫り、立ち退きが決定している葛飾区立石の商店街をメインロケ地としており、劇中のドキュメンタリーパートに出演しているのは実際の立石の商店街の店主や客である。

## あらすじ
20歳の宮川澪は両親を幼い頃に失い、今では祖母と一緒に長野県の野尻湖の畔にある民宿を切り盛りしている。しかし、祖母が入院したのをきっかけに父親の友人であった三沢京介を頼る形で上京し、京介が経営する銭湯で働くことになる。しかし、ある時、その銭湯が区画整理により閉店する可能性が高くなったことを知った澪は思わぬ行動に打って出る。

## キャスト
- 宮川澪：松本穂香
- 緒方銀次：渡辺大知[3]
- 島村美琴：徳永えり[3]
- 新井稔仁：吉村界人[3]
- 井関夕：忍成修吾
- 三沢京介：光石研
- 宮川久仁子：樫山文枝
- ジャスミン：小川あん
- 店長：長屋和彰
- 石田妃菜：松本妃代
- 上野七海：小林萌夏
- 銭湯の常連客：桜まゆみ

## スタッフ
- 監督：中川龍太郎
- 脚本：中川龍太郎、末木はるみ、佐近圭太郎
- 脚本協力・助監督：石井将、角屋拓海
- チーフプロデューサー：和田丈嗣
- プロデューサー：藤村駿、木ノ内輝
- アシスタントプロデューサー：新井悠真
- ラインプロデューサー：仙田麻子
- 撮影：平野礼
- 照明：稲葉俊充
- 録音：伊豆田廉明
- 音響効果：柴崎憲治
- 美術：安藤秀敏、菊地実幸
- ヘアメイク：菅原美和子
- 衣装：田口慧
- 監督補佐：佐近圭太郎
- 制作担当：三吉優也
- 編集：伊東航平
- スチール：阿部裕介
- 音楽：加藤久貴
- 主題歌：カネコアヤノ「光の方へ」
- 協力：しなの鉄道、京成電鉄、全国公衆浴場業生活衛生同業組合連合会
- 配給：ファントム・フィルム
- 制作：Tokyo New Cinema
- 製作：WIT STUDIO

## 出品
- 第41回モスクワ国際映画祭 特別招待
  - 第39回モスクワ国際映画祭で国際映画批評家連盟賞を受賞した『四月の永い夢』に続き、2作連続での正式上映。
- 第21回台北映画祭 アジア・プリズム部門